# Ronde van Italië 2013/Zestiende etappe
De 16e etappe van de Ronde van Italië 2013 werd op 21 mei gereden. Het betrof een heuvelrit over 238 kilometer van het Franse Valloire naar Ivrea. De dagzege ging naar de Spanjaard Beñat Intxausti die een sprint tussen drie man wist te winnen. De Italiaanse rozetruidrager Vincenzo Nibali behield zijn leidende positie in het algemeen klassement.

## Verloop
De zestiende etappe over een heuvelachtig parcours begon met de vorming van een grote kopgroep met daarin de Nederlanders Wilco Kelderman en Pieter Weening. Deze kopgroep kreeg echter weinig ruimte van het peloton en op de laatste klim werden ze bijgehaald door de groep favorieten. Deze groep was stevig uitgedund op de laatste klim en daardoor zagen de Est Tanel Kangert, Spanjaard Beñat Intxausti, Pool Przemysław Niemiec en Nederlander Robert Gesink mogelijkheden. Na verschillende pogingen om te ontsnappen vonden deze vier uiteindelijk elkaar. Renners als de Colombiaan Rigoberto Urán en Italiaan Michele Scarponi, die ook probeerden aan te vallen, kregen geen ruimte van de Italiaanse rozetruidrager Vincenzo Nibali. Toen eenmaal de kopgroep, met voor Nibali ongevaarlijke mannen, ontsnapt was, mochten deze rijden voor de dagzege. In de laatste twee kilometer voor de streep kreeg de Nederlander Robert Gesink pech. Zijn ketting sprong af op een kasseiweg. Hij kon daarom niet meestrijden om de dagzege. Hij kreeg wel dezelfde tijd kreeg als de kopgroep. Zijn drie medevluchters streden om de dagzege. Uiteindelijk was het de Spanjaard Beñat Intxausti die de sterkste benen had, voor de Est Tanel Kangert en de Pool Przemysław Niemiec.
In het algemeen klassement houdt de Italiaan Vincenzo Nibali de touwtjes in handen, door zijn directe concurrenten niet te laten ontsnappen. De nummer twee is na de zestiende etappe nog steeds de Australiër Cadel Evans met een achterstand van één minuut en zesentwintig seconden. De Colombiaan Rigoberto Urán rijdt op de derde plaats met een achterstand van twee minuten en zesenveertig seconden. Robert Gesink, de beste Nederlander, stijgt, mede door zijn goede tijd en het wegvallen van concurrenten, naar de tiende plaats met een achterstand van zeven minuten en vierentwintig seconden. De beste Belg, Francis De Greef, verloor tijd maar stijgt toch twee plekken naar de eenentwintigste plaats met een achterstand van eenentwintig minuten en vierenvijftig seconden.
De Australiër Cadel Evans sprokkelt puntjes voor het puntenklassement en komt zo weer dicht bij de Brit Mark Cavendish die aan de leiding blijft. In het bergklassement behoudt de Italiaan Stefano Pirazzi de leiding omdat hij mee zat in de kopgroep en punten wist te pakken. In het jongerenklassement blijft de Colombiaan Carlos Alberto Betancur leider en in het ploegenklassement behoudt ook het Britse Sky ProCycling de eerste plaats.

## Uitslag
| Valloire - Ivrea (238 km) |                         |                    |          |
| Plaats                    | Naam                    | Ploeg              | Tijd     |
| Winnaar                   | Beñat Intxausti         | Team Movistar      | 5u52'48" |
| 2                         | Tanel Kangert           | Astana Pro Team    | z.t.     |
| 3                         | Przemysław Niemiec      | Lampre-Merida      | z.t.     |
| 4                         | Ramūnas Navardauskas    | Team Garmin-Sharp  | + 14"    |
| 5                         | Cadel Evans             | BMC Racing Team    | z.t.     |
| 6                         | Franco Pellizotti       | Androni Giocattoli | z.t.     |
| 7                         | Michele Scarponi        | Lampre-Merida      | z.t.     |
| 8                         | Rafał Majka             | Team Saxo-Tinkoff  | z.t.     |
| 9                         | José Herrada            | Team Movistar      | z.t.     |
| 10                        | Carlos Alberto Betancur | AG2R-La Mondiale   | z.t.     |
|                           |                         |                    |          |
| 17                        | Robert Gesink           | Blanco Pro Cycling | z.t.     |
| 45                        | Francis De Greef        | Lotto-Belisol      | + 3'31"  |

## Klassementen
| Algemeen klassement |                         |                           |           |
| Plaats              | Naam                    | Ploeg                     | Tijd      |
| Roze trui           | Vincenzo Nibali         | Astana Pro Team           | 67u55'36" |
| 2                   | Cadel Evans             | BMC Racing Team           | + 1'26"   |
| 3                   | Rigoberto Urán          | Sky ProCycling            | + 2'46"   |
| 4                   | Michele Scarponi        | Lampre-Merida             | + 3'53"   |
| 5                   | Przemysław Niemiec      | Lampre-Merida             | + 4'13"   |
| 6                   | Mauro Santambrogio      | Vini Fantini-Selle Italia | + 4'57"   |
| 7                   | Carlos Alberto Betancur | AG2R-La Mondiale          | + 5'15"   |
| 8                   | Rafał Majka             | Team Saxo-Tinkoff         | + 5'20"   |
| 9                   | Beñat Intxausti         | Team Movistar             | + 5'27"   |
| 10                  | Robert Gesink           | Blanco Pro Cycling        | + 7'24"   |
|                     |                         |                           |           |
| 21                  | Francis De Greef        | Lotto-Belisol             | + 21'54"  |

| Puntenklassement |                         |                        |        |
| Plaats           | Naam                    | Ploeg                  | Punten |
| Rode trui        | Mark Cavendish          | Omega Pharma-Quickstep | 109    |
| 2                | Cadel Evans             | BMC Racing Team        | 103    |
| 3                | Carlos Alberto Betancur | AG2R-La Mondiale       | 85     |
|                  |                         |                        |        |
| 37               | Pim Ligthart            | Vacansoleil-DCM        | 22     |
| 41               | Bert De Backer          | Argos-Shimano          | 20     |

| Bergklassment |                   |                           |        |
| Plaats        | Naam              | Ploeg                     | Punten |
| Blauwe trui   | Stefano Pirazzi   | Bardiani Valvole-CSF Inox | 79     |
| 2             | Giovanni Visconti | Team Movistar             | 42     |
| 3             | Jackson Rodriguez | Androni Giocattoli        | 41     |
|               |                   |                           |        |
| 14            | Willem Wauters    | Vacansoleil-DCM           | 9      |
| 16            | Pieter Weening    | Orica-GreenEdge           | 9      |

| Jongerenklassement |                         |                    |           |
| Plaats             | Naam                    | Ploeg              | Tijd      |
| Witte trui         | Carlos Alberto Betancur | AG2R-La Mondiale   | 68u00'51" |
| 2                  | Rafał Majka             | Team Saxo-Tinkoff  | + 5"      |
| 3                  | Wilco Kelderman         | Blanco Pro Cycling | + 9'49"   |
|                    |                         |                    |           |
| 10                 | Jens Keukeleire         | Orica-GreenEdge    | +1u33'32" |

| Ploegenklassement |                    |            |
| Plaats            | Ploeg              | Tijd       |
|                   | Sky ProCycling     | 203u28'32" |
| 2                 | Astana Pro Team    | + 4'27"    |
| 3                 | Blanco Pro Cycling | + 4'58"    |

## Uitvallers
- De Fransman Anthony Roux (FDJ) is niet gestart.[2]
- De Amerikaan Taylor Phinney (BMC Racing Team) is niet gestart vanwege zadelpijn.[2]
- De Belg Maarten Wynants (Blanco Pro Cycling) is niet gestart vanwege ziekte.[2]
- De Italiaan Mattia Gavazzi (Androni Giocattoli) is na de etappe uit de koers gezet wegens te lang aan de volgauto vasthouden.[3]
- De Australiër Matthew Goss (Orica-GreenEdge) heeft de etappe niet uitgereden.
- De Australiër Nathan Haas (Team Garmin-Sharp) heeft de etappe niet uitgereden.
- De Rus Dmitri Kozontsjoek (Team Katjoesja) heeft de etappe niet uitgereden.

1e etappe ·
2e etappe ·
3e etappe ·
4e etappe ·
5e etappe ·
6e etappe ·
7e etappe ·
8e etappe ·
9e etappe ·
10e etappe ·
11e etappe ·
12e etappe ·
13e etappe ·
14e etappe ·
15e etappe ·
16e etappe ·
17e etappe ·
18e etappe ·
19e etappe ·
20e etappe ·
21e etappe
Startlijst · Eindstanden · Afbeeldingen